# Irving Baxter
Irving Baxter (25. března 1876, Utica, stát New York – 13. června 1957 tamtéž) byl americký atlet, který získal na 2. letních olympijských hrách 1900 v Paříži ve skokanských soutěžích dvě zlaté a tři stříbrné medaile.
Současně se stal jediným atletem, který získal zlaté medaile ve skoku vysokém a ve skoku o tyči. Další disciplíny jsou kuriozity – za fenoménem skoků z místa Ray Ewrym z USA získal stříbrné medaile ve skoku dalekém, vysokém a trojskoku z místa.
Již před olympiádou 1900 se stal Baxter mistrem USA ve skoku o tyči v roce 1899. Jako reprezentant Pensylvánské univerzity se stal téhož roku šampiónem IC4A (Mezikolejní asociace amatérských atletů Ameriky) ve skoku vysokém.Největší úspěchy mimo olympiádu však slavil Baxter až později jako mistr USA ve skoku vysokém v letech 1907–1910 a 1912.

## Baxter na Letních olympijských hrách 1900
Baxtera na olympiádě nejvíc proslavil skok o tyči. Cestou na olympiádu se zastavili Američané v Londýně, kde byli přítomni národním atletickým mistrovstvím. Baxter si zde zazávodil a vyhrál „svůj“ skok vysoký. Protože se k soutěži ve skoku o tyči přihlásil jediný účastník, rozhodl se být jeho soupeřem, ačkoliv nikdy dosud s tyčí neskákal. Nenašel se však nikdo, kdo by mu půjčil vlastní tyč. Baxter údajně vytáhl vlajkovou žerď a skákal s ní[zdroj?]. Podruhé skákal o tyči na olympiádě – a vyhrál.

### Skok vysoký
Závod se konal 15. července 1900, na start se postavilo osm atletů ze sedmi zemí. Baxter byl favoritem a soupeřům hrál na nervy. Do soutěže nastoupil až ve chvíli, kdy už všichni soupeři vypadli (2. Patrick Leahy ( Velká Británie) – 178 cm, 3. Lajos Gönczy, (Maďarsko) – 175 cm). Výšky 185 a 190 cm pak zdolal vždy na první pokus, poté se pokusil o zdolání světového rekordu (197 cm), ale marně.

### Skok o tyči
V neděli 15. července se konala i další skokanská soutěž. Do skoku o tyči nastoupilo osm skokanů ze sedmi zemí. Soutěž byla ovlivněna protestem Američanů, jimž závody v neděli zakazovaly stanovy jejich univerzit. Žádali, aby byla soutěž odložena na příští den nebo aby aspoň oni mohli odskákat své pokusy v pondělí. V sobotu před závodem však byla žádost zamítnuta, a tak výprava USA nasadila dva sportovce, kteří nebyli specialisty v této disciplíně. Navíc Baxter právě absolvoval výšku. Zvítězil výkonem 330 cm před svým krajanem Meredithem Colkettem a Norem Carlem Andersenem.

### Skok do dálky z místa
V pondělí 16. července se konaly mj. všechny závody ve skocích z místa. Byly spíše zpestřením Her. Závodu ve skoku do dálky z místa se účastnili čtyři skokani ze dvou zemí. Baxter byl druhý za Ewrym výkonem 313,5 cm, třetí byl Francouz Émile Torcheboeuf.

### Trojskok z místa
Soutěže trojskoku z místa se účastnilo deset atletů ze čtyř zemí. Atleti, kteří právě doskákali klasický trojskok a nezískali medaile, pokusili si napravit reputaci v tomto závodě. Baxter skočil 9,95 m a zaostal za Ewrym o 57 cm, třetí byl Robert Garrett z USA, známý již z olympiády v Athénách.

### Skok do výšky z místa
Nejslaběji obsazená disciplína (tři Američané) byla však korunována dvěma světovými rekordy Ray Ewryho, který nejdřív skočil 163 cm, později se zlepšil na 165,5 cm. Za Baxterem (152,5 cm) skončil třetí Louis Sheldon.